# Kemal Derviş

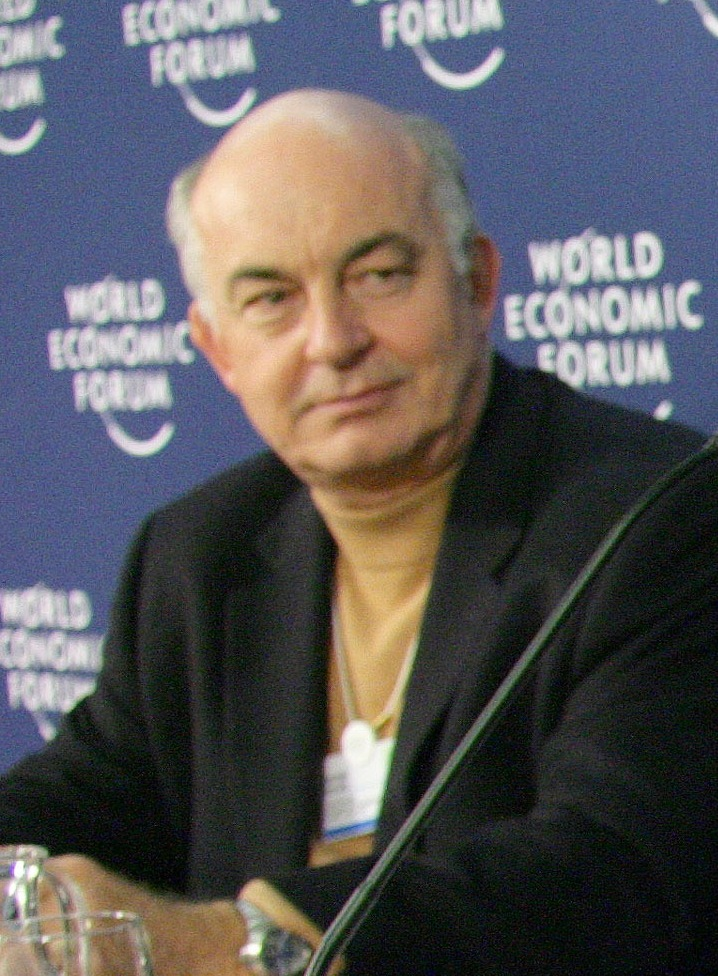
Kemal Derviş

Kemal Derviş (* 10. Januar 1949 in Istanbul; † 7. Mai 2023 in Bethesda, Maryland) war ein türkischer Wirtschaftswissenschaftler und Politiker (YTP, CHP). Er war türkischer Wirtschaftsminister und arbeitete in leitender Funktion in verschiedenen Gremien der Vereinten Nationen.

## Leben
Kemal war Sohn eines türkischen Vaters und einer deutschen Mutter. Einen Teil seiner Jugend verbrachte er in Genf. Er wuchs viersprachig auf, mit Türkisch, Deutsch, Französisch und Englisch. Obwohl er Muslim ist, besuchte er die katholische Schule Saint-Martin de France in Pontoise.
Nach dem Schulabschluss absolvierte er eine Hochschulausbildung an der London School of Economics und an der Princeton University, die er im Alter von 24 Jahren mit der Promotion abschloss. Von 1973 bis 1976 war er Mitglied an der wirtschaftswissenschaftlichen Fakultät an der Technischen Universität des Nahen Ostens. In dieser Zeit arbeitete er als Berater von Bülent Ecevit während und nach dessen Amtszeit als Ministerpräsident. Von 1976 bis 1978 war er Mitglied an der wirtschaftswissenschaftlichen Fakultät der Princeton University.
1977 trat er in die Weltbank in Washington ein. Er blieb 24 Jahre in Washington; verheiratete sich dort in zweiter Ehe, nach einer ersten Ehe, aus der zwei Kinder hervorgegangen waren. Bei der Weltbank rückte er in verschiedene leitende Positionen auf. Er wurde Leiter der Abteilung für den Maghreb, dann Chef-Volkswirt für den Mittleren Osten, und schließlich Direktor für den Bereich Mitteleuropa. 1996 wurde er zum Vizepräsidenten der Weltbank ernannt.
Am 3. März 2001 folgte er einer Berufung von Bülent Ecevit, erneut Ministerpräsident der Republik Türkei, in dessen Kabinett. Die Türkei befand sich in einer Wirtschaftskrise; in dieser schwierigen Lage vertraute Ecevit das Amt des Wirtschaftsministers Derviş an, den er in früheren Jahren als Berater schätzen gelernt hatte. Derviş leitete ein Umschuldungsprogramm ein, erwirkte beim Internationalen Währungsfonds (IWF) Hilfskredite bis zu einer Höhe von 23,5 Milliarden US-Dollar (2002) für die Türkei und bei der Weltbank, schloss überschuldete Banken und sorgte für Kapitalzuschüsse bei sanierungsfähigen Banken. 2002 betrug das türkische Wirtschaftswachstum wieder 8 %. Zu seinem eigenen Bedauern erzielte er jedoch keine Fortschritte bei der Integration der Türkei in die Europäische Union, ein Ziel, das er zu erreichen hoffte „bevor ich zu alt bin“. 
Als die Ecevit-Regierung im Sommer 2002 zerbrach, trat er als parteiloser Minister gemeinsam mit seinen vormaligen Ministerkollegen aus Ecevits Demokratischen Linkspartei (DSP), İsmail Cem und Hüsamettin Özkan, am 10. August 2002 von seinem Amt zurück. Zunächst beteiligte er sich an deren Bestrebungen zur Gründung der Partei der Neuen Türkei (YTP), schloss sich dann aber der sozialdemokratischen Cumhuriyet Halk Partisi (CHP) an. Für diese wurde er bei der Wahl im November 2002 ins türkische Parlament gewählt.
2005 kehrte er auf die internationale Bühne zurück. Er wurde von den Vereinten Nationen zum Direktor von deren Entwicklungsprogramm UNDP ernannt. Dieses Amt hielt er bis zum April 2009 inne. Aufsehen erregte er mit einer Rede im März 2008 in Mumbai, in der er eine heraufziehende globale Finanzkrise prognostizierte und in der er den „Marktfundamentalisten“ bescheinigte, dass sie erneut einen „irrationalen Überschwang“ an den Tag legten, der bereits zur Asienkrise von 1997, der Internetblase von 2001 und der Subprime-Krise von 2007 geführt habe. Er prangerte an, dass die „Super-Bankiers, die neuen Barone des Finanzkapitalismus, gierig auf sofortige Profite“, ihre Verluste auf die Gemeinschaft abwälzen würden.
Im März 2009 wurde Kemal Derviş als Wirtschaftsexperte in der US-amerikanischen Denkfabrik Brookings Institution berufen. Von April 2009 bis November 2017 war er auch dessen Vizepräsident. Von 2009 bis 2015 unterrichtete er auch als außerordentlicher Professor an der Columbia University einen Kurs über internationale Ordnungspolitik.
2009 wurde ihm der japanische große Orden der Aufgehenden Sonne am Band verliehen.

## Werke
- Reflections on Progress: Essays on the Global Political Economy. Brookings Institution, Washington 2016, ISBN 978-0-8157-2961-7.